# 낙농

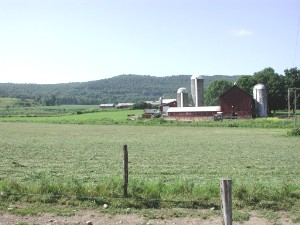
뉴욕 근처의 낙농공장

낙농(酪農, 영어: dairy)은 양과 소, 산양 등을 사육하고 우유나 유제품을 생산하는 축산을 말한다. 그 역사는 인류가 수렵 생활에서 농경 생활에 들어간 것과 같은 시기이며, 이 때 낙농, 축산도 시작했다고 할 수 있다.

## 개요

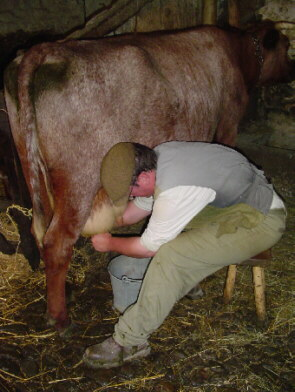
젖을 짜는 모습

축산은 보통 냉량한 고지와 같이 목초가 자라기 좋은 지역이 젖소 사육에 적합한 토지이다. 한 채 당 몇 마리에서 수백 마리의 젖소를 목장 등에서 방목하거나 가축우리에서 사육한다. 젖소는 착유하지 않고 방치하면 젖몸살과 같은 질병을 일으키기 때문에 세밀한 관리가 필요하다. 일반적으로 일정한 간격으로 아침과 저녁에 착유하는 경우가 많다.
예전에는 사람의 손으로 젖을 짰지만, 현재 공정의 거의 대부분이 기계화되고, 축사에 달린 파이프라인과 소의 젖을 자동으로 유축하는 유축기로 연결하여 착유하는 파이프라인 방식이 일반적이며, 규모가 커짐에 따라, 소를 착유실에 몰아넣어 집약적으로 착유하는 방식도 증가하고 있다. 착유 후 원유 파이프라인에 대량 쿨러(우유를 차게 냉장 탱크)에 보내어 냉각하여 임시 저장 후 집 유류 차량(탱크의 일종)에 의해 픽업되어 우유 공장으로 수송된다. 1일 2회 착유하는 것이 일반적이지만, 1일 1회 착유나, 계절 번식에 의한 여름을 중심으로 한 우유 등 다변화되고 있다. 최근에는 직원의 교대제에 의한 1일 3회 착유와 착유 로봇 도입을 하여 간소화 및 유량의 증가로 이어지고 있다.

## 품종
유량이 많은 홀스타인 종 젖소가 주류를 이루며, 유질의 향상을 위해 농가는 수십 마리의 홀스타인 종 그룹에 몇 마리의 저지 종(지방 분 등의 성분이 높은)을 도입하는 경우도 있다.

## 유제품

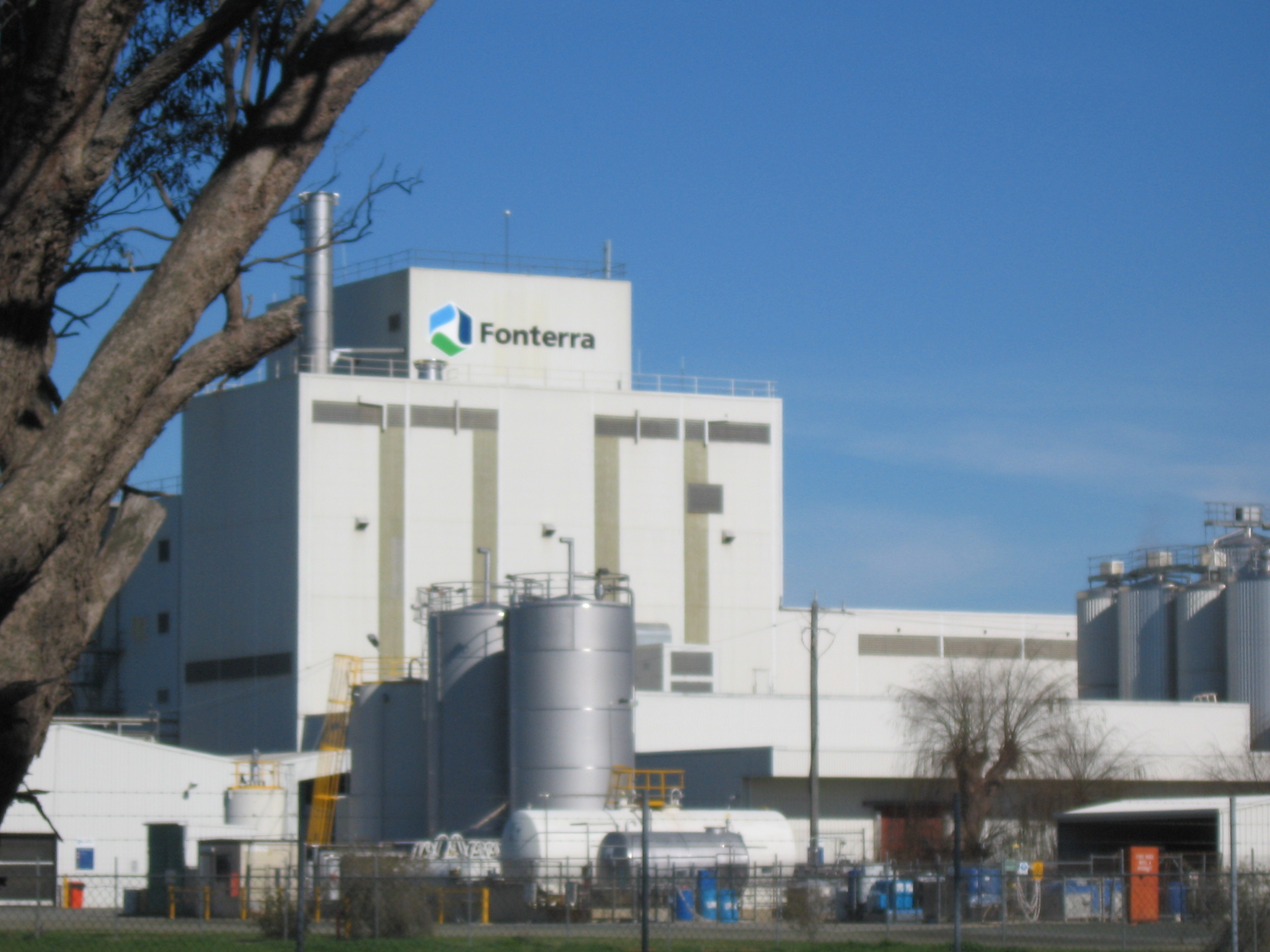
오스트레일리아 폰테라 협동 낙농공장

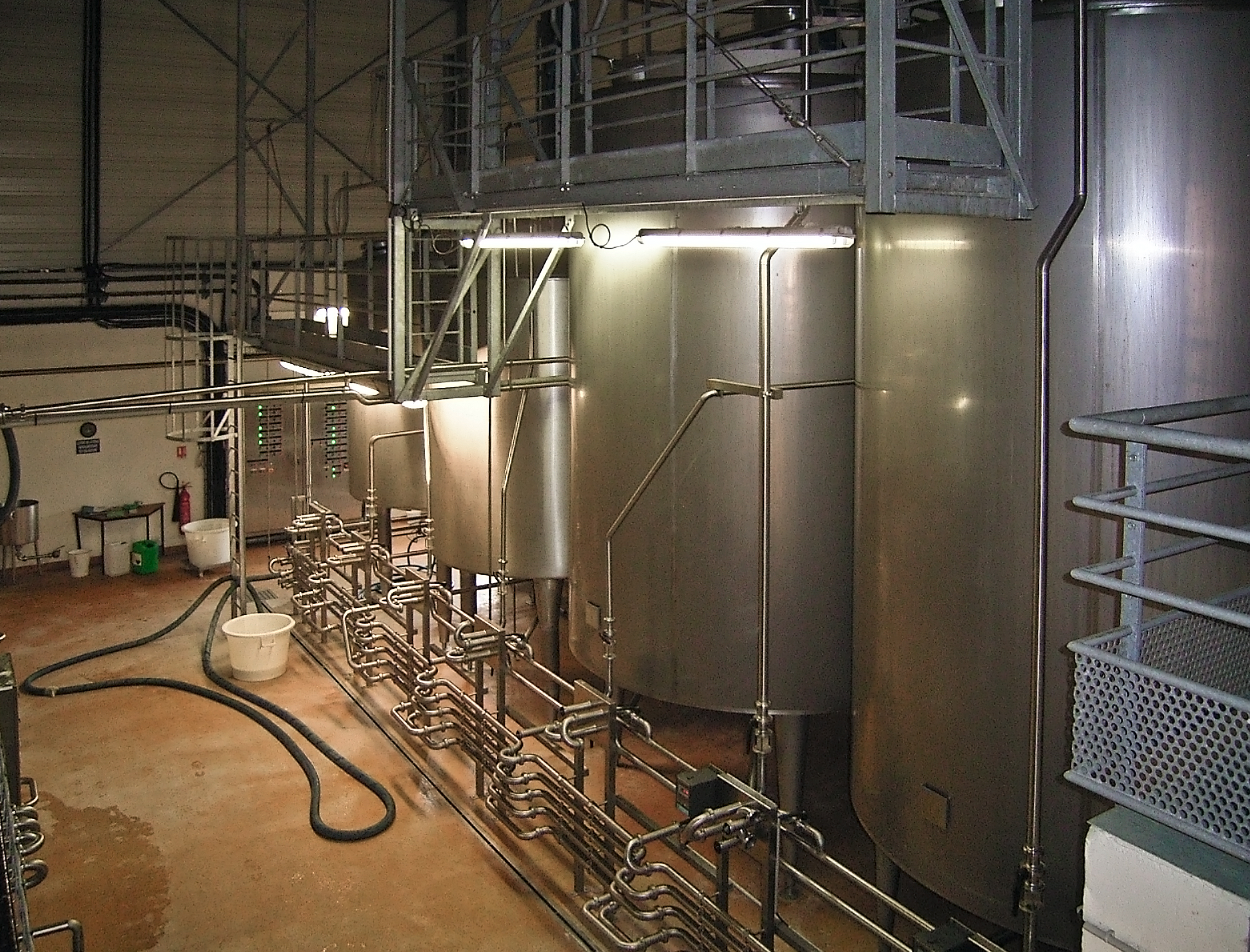
치즈 공장, 센에마른, 프랑스

### 크림
우유 상층에서 유지방을 걷어내거나, 원심분리기로 지방을 분리한다.
- 크렘 프레슈 - 살짝 발효한 크림
- 스메타나 - 중부나 동부 유럽의 사워크림 변형식이다.
- 클로티드 크림 - 열을 가해서 뻑뻑하게 만든 크림

### 버터
크림을 휘저어서 만든 우유의 지방
- 우락유 - 크림에서 버터를 얻은 후 남은 물, 종종 가축을 위한 음식으로 말린다.
- 기 (음식) - 버터로 분류되며, 은근한 불에서 버터를 가공하고, 고체를 제거한다.
- 무수 유지방

### 우유
유지방 함량 정도를 규격화한 다음 여러 등급 안에서 선택적으로 균질화와 저온살균을 한다.
- 분유 - 우유에서 수분을 제거하고 얻어진 우유가루
  - 생우유와 우락유
  - 탈지우유
  - 크림
  - 고지방 우유 및 이유식을 위한 영양가 높은 분유군
  - 조제분유 - 가공하여 달게 만든 분유
- 연유 - 증류시켜 응축시킨 우유로, 장기 보존을 위해서 통조림에 넣어 설탕을 첨가하기도 한다.
- 증류우유 - 설탕을 넣지 않고 연유보다 덜 응축시킨 우유

### 카세인
카세인(Casein)는 단백질의 한 가지로 우유에 3% 정도로 들어있고, 우유에 산을 넣으면 카세인이 굳어지므로 쉽게 얻을 수 있다. 단백질을 석회와 결합하면, 목재, 리놀륨 등에 있고, 접착와 페인트 원료가 되면서 물을 섞으면 점성이 있는 풀이하기도 한다.

### 치즈
우유를 응고시킨 뒤, 훼이와 잔여물을 구분한 다음 숙성시킨 음식. 일반적으로 박테리아로 숙성하지만, 때로 일정 곰팡이를 사용한다.

### 요거트
요구르트(Yoghurt, 또는 Yogurt, 문화어: 젖산유)는 유목민들이 동물의 젖을 발효시켜 만든 고대의 건강식으로서 우유나 산양젖 등을 살균하여 반쯤 농축시키고, 이에 유산균을 번식시켜 발효, 응고시킨 음료를 가리킨다. 액체일 때도 있고, 고체일 때도 있으며, 그에 따라 마시기도 하고 숟가락으로 떠서 먹기도 한다.

### 아이스크림
크림을 천천히 얼리고, 첨가제로 유화시킨 제품
- 아이스밀크
- 얼린 커스타드
- 얼린 요거트 - 유화된 요커트를 얼린 식품

## 같이 보기
- 낙농업(en:Dairy farming)